# Hyalinoecia brevicirris
Hyalinoecia brevicirris är en ringmaskart som beskrevs av Grube 1878. Hyalinoecia brevicirris ingår i släktet Hyalinoecia och familjen Onuphidae. Inga underarter finns listade i Catalogue of Life.